# Eurypogon harrisii
Eurypogon harrisii är en skalbaggsart som först beskrevs av John Obadiah Westwood 1862.  Eurypogon harrisii ingår i släktet Eurypogon och familjen Artematopodidae. Inga underarter finns listade i Catalogue of Life.